# Hylarana novaeguineae
Hylarana novaeguineae är en groddjursart som först beskrevs av Van Kampen 1909.  Hylarana novaeguineae ingår i släktet Hylarana och familjen egentliga grodor. IUCN kategoriserar arten globalt som livskraftig. Inga underarter finns listade i Catalogue of Life.